# Altanboulag (Selenge)
Pour les articles homonymes, voir Altanboulag.
Altanboulag ou Altanbulag, en mongol : Алтанбулаг « source d'or », anciennement Maimatchine, est une petite ville et un sum (district) de Mongolie, dans la province de Selenge. Elle est située sur la Kiakhta, près de la frontière russo-mongole, et fait face à la ville russe de Kiakhta.
La ville fut créée au début du XVIIIe siècle par l'empire Qing pour être un point de négoce avec l'empire russe. Elle reste de nos jours un lieu de transit et abrite une zone franche. Elle possède l'un des trois postes frontières routiers situés sur la frontière entre la Mongolie et la Russie (les autres étant à Tsaganou et Borshoo).

## Histoire
Altanboulag est l'une des plus anciennes villes du pays. Elle est fondée en 1728 aux confins des empires russes et chinois sous le nom Maïmatchine (買賣城 Mǎimàichéng), ce qui signifie « ville du commerce », à la suite du Traité de Kiakhta qui définit les frontières et établit des rapports commerciaux entre ces deux empires. La voie terrestre passant par Maïmatchine/Kiatkhta possède le monopole des exportations chinoises.

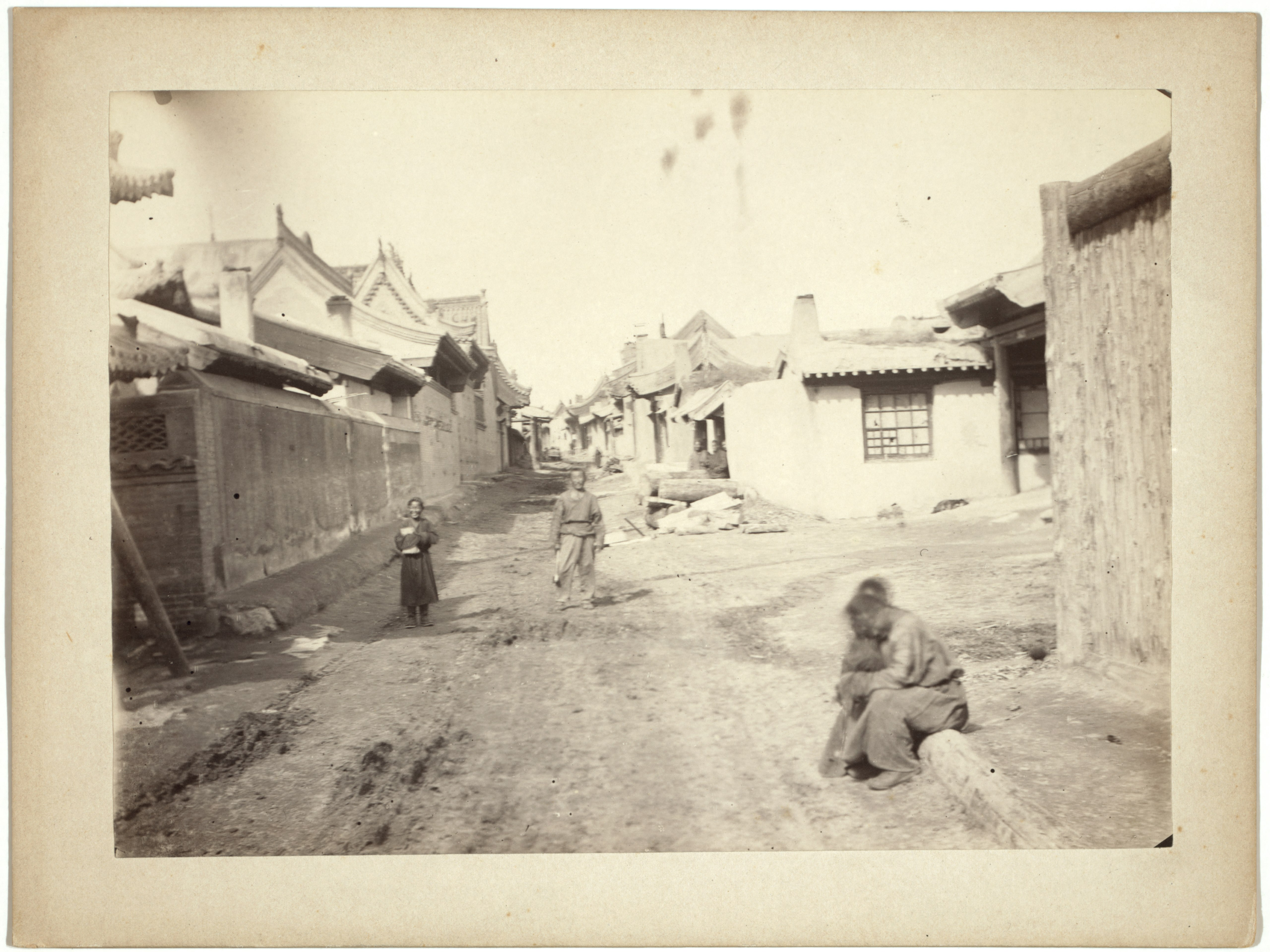

Simple lieu de commerce et de transit, la chinoise Maïmatchine est, au XIXe siècle, interdite aux femmes. Dans les années 1820, les étrangers n'ont pas le droit de dormir en ville (ils logent à Kiakhta). À la belle saison, la population s'élève entre cinq et six cents hommes. John Dundas Cochrane la décrit ainsi : 

« De tous les lieux célèbres que j'ai vu et qui n'ont rien pour soutenir leur renommée, Maimatchine est le plus insigne. C'est une ville petite, mal construite, boueuse, avec quatre rues étroites [...]. Il n'y a absolument rien d'intéressant à voir, même pour le plus ignorant et le plus indigent. »

Les principaux produits échangés sont le thé (depuis la Chine), le coton (depuis la Chine, mais avec une inversion de flux au cours du XIXe siècle), les draps et la fourrure depuis la Russie. Les entrepôts sont situés à Kiakhta, qui est beaucoup plus développée que Maïmatchine. Le monopole de Maïmatchine/Kiatkhta est mis à mal par le traité de Nankin (1842) signé entre la Chine et l'Angleterre à la suite de la guerre de l'opium, qui facilite notamment le commerce de la Chine avec l'Angleterre par voie maritime en établissant des colonies anglaises en Chine, puis par le Traité de Tianjin (1858) qui libéralise encore le commerce et met la Russie au même rang que d'autres puissances occidentales.
Le 18 mars 1921, les troupes révolutionnaires mongoles  de Damdin Sükhbaatar prennent Maïmatchine aux Chinois. La ville est aussitôt renommée Altan Bulag et désignée comme capitale provisoire de la Mongolie.
En 1995, Grand Houral d'État autorise la création de zones franches en Mongolie pour développer l'économie du pays. La loi définissant la zone franche d'Altanboulag est promulguée en 2002. Des accords sont passés avec une soixantaine d'entreprises des États-Unis et des grands pays voisins de la Mongolie afin d'encourager le développement économique de la région, ainsi que le commerce avec l'étranger. 400 hectares de terrain leur sont loués.